# Tonschieferplättchen vom Kapellenberg bei Groitzsch

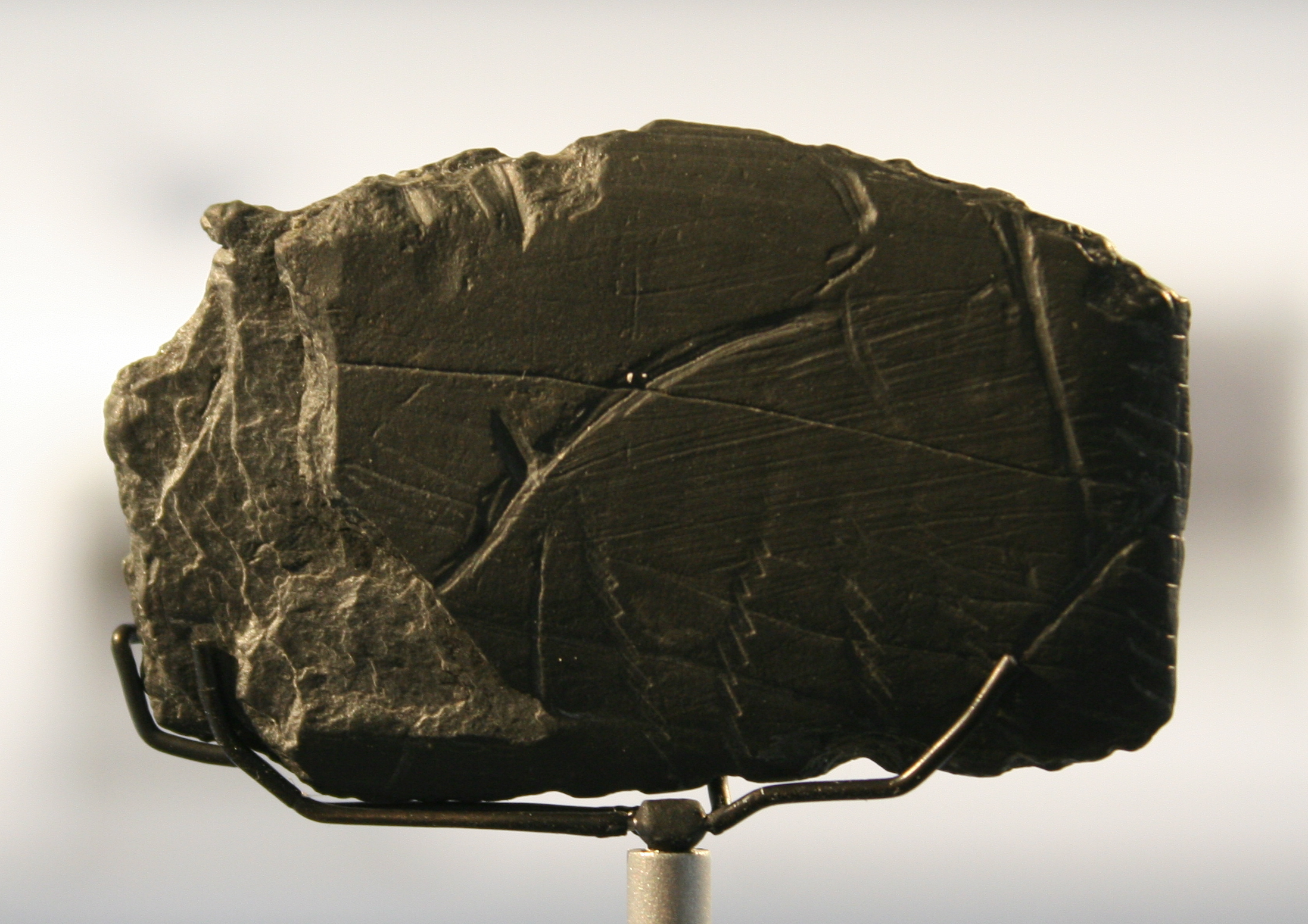
Schieferplättchen von Groitzsch

Das Schieferplättchen von Groitzsch wurde 1958 bei der Grabung auf dem Kapellenberg bei Groitzsch in Nordsachsen gefunden. Es enthält Ritzzeichnungen von Pferden und ist die einzige altsteinzeitliche bildliche Darstellung im heutigen Sachsen. Das Plättchen wird aufgrund des Fundzusammenhangs in die Zeit um 12.500–12.000 v. Chr. datiert. Ausgestellt ist das Schieferplättchen im Staatlichen Museums für Archäologie Chemnitz.

## Fundort
Das Schieferplättchen wurde bei der Ausgrabung eines altsteinzeitlichen Lager- und Werkplatzes auf dem Kapellenberg bei Groitzsch gefunden. Hier hatten vor etwa 14000 Jahren (Magdalénien,  Spätpaläolithikum) mehrfach Jäger und Sammler kampiert, die vom Berg einen guten Blick in die Umgebung hatten, um das Jagdwild zu erspähen. 

## Beschreibung
Eine der Schmalseiten des langrechteckigen Schieferplättchens ist abgebrochen. Die Längsseiten haben auch nicht mehr ihren alten Kantenverlauf, die Maße sind 5,3 × 3,3 × 0,7 Zentimeter. Auf dem Schieferplättchen sind insgesamt drei Pferde bzw. Pferdeköpfe zu sehen. Die Vorderseite zeigt am linken Rand den Kopf eines kleinen und eines größeren Pferdes, die sich gegenüberliegen. Die Rückseite des Schieferplättchens zeigt das dritte Pferd, wenn auch weniger gut als die anderen beiden. Auf beiden Seiten sind kleine kommaförmige Einkerbungen, die nicht zu den Pferden gehören. Am Hals der Pferde ist jeweils eine Einkerbung zu erkennen, die als Pfeil- oder Speerspitze interpretiert wird. 

## Bedeutung
Das Schieferplättchen ist der älteste Fund bildlicher Darstellungen in Sachsen und wird deswegen oft als „ältestes Kunstwerk Sachsens“ bezeichnet. Es gibt verschiedene Interpretationen des Dargestellten, so wurde die Ritzung der Rückseite auch schon als Mammut gedeutet. Auch die Funktion des Plättchens ist unbekannt. Vielleicht war es Teil eines Jagdrituals.